# Apodemia hepburni
Apodemia hepburni är en fjärilsart som beskrevs av Frederick DuCane Godman och Osbert Salvin 1886. Apodemia hepburni ingår i släktet Apodemia och familjen Riodinidae. Inga underarter finns listade i Catalogue of Life.

## Bildgalleri

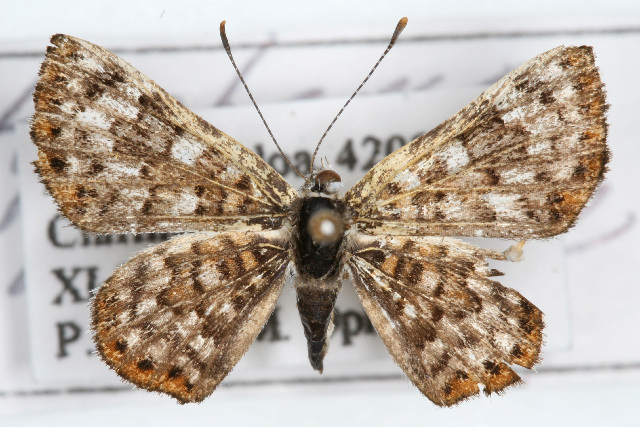